# Rolbing
Rolbing é uma comuna francesa na região administrativa de Grande Leste, no departamento de Mosela. Estende-se por uma área de 5,97 km². Em 2010 a comuna tinha 258 habitantes (densidade: 43,2 hab./km²).